# ۳۲۴ (میلادی)
۳۲۴ میلادی بیست و چهارمین سال از سده چهارم در گاه‌شماری میلادی بود.

## رویدادها
- کنستانتین بزرگ بعد از غلبه در جنگ‌های داخلی، توانست امپراتوری روم را دوباره متحد کند.
- انتقال پایتخت امپراتوری روم به قسطنطنیه

## درگذشتگان
‎